# Danubio (gastronomia)
Il danubio (originariamente brioscina del Danubio) è una torta salata (sebbene ne esistano anche versioni dolci) composta da palline di pasta lievitata tipicamente ripiene di salumi e formaggi, tipica della cucina napoletana.
Deriva da un dolce della Boemia, ma diffuso in Austria, i Buchteln.

## Storia
L'invenzione si deve al pasticcere Giovanni Scaturchio, calabrese trapiantato a Napoli, il quale era tornato dopo aver combattuto la prima guerra mondiale, portando con sé la moglie di Salisburgo.
Scaturchio aprì la propria pasticceria nel 1920, nella quale ai dolci della tradizione partenopea si affiancarono quelli della pasticceria austriaca, tra cui i Buchteln ripieni di marmellata, che vennero ribattezzati Brioscine del Danubio, e poi semplicemente Danubio.
Data la versatilità delle brioscine, alla versione dolce si affiancò presto quella salata, ripiena di provola e salame.